# Paramillos de Uspallata

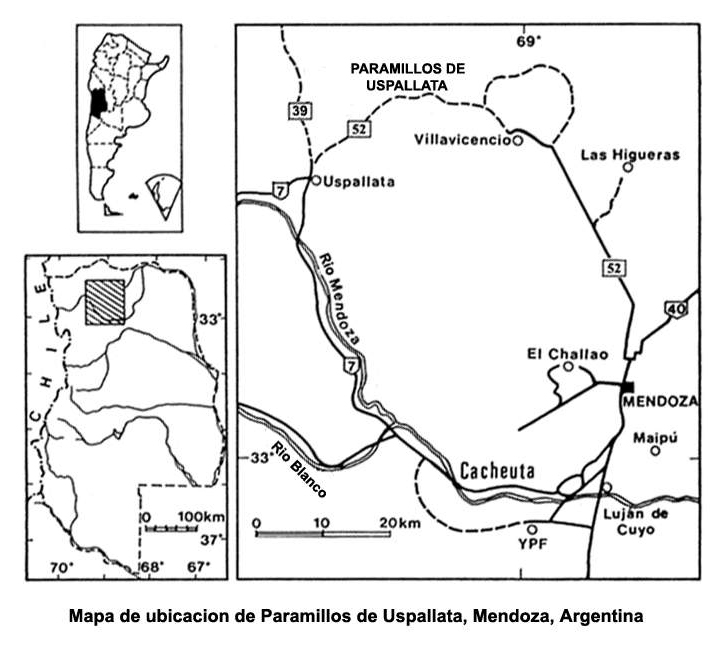
Localisation de Paramillos de Uspallata dans la province de Mendoza.

Paramillos de Uspallata est une localité de la province de Mendoza en Argentine, centre minier prospère du XVIIe au début du XXe siècle, aujourd'hui site historique et archéologique, aire protégée et destination touristique.

## Géographie
Paramillos de Uspallata se trouve dans les contreforts montagneux de la Precordillera, sur le versant oriental de la cordillère des Andes, entre 2 600 et 3 100 mètres d'altitude. L'aire naturelle protégée, d'une superficie de 6 797 hectares, est à 24 km de la ville d'Uspallata, département de Las Heras, province de Mendoza, par la route provinciale 52 (ancienne route nationale 7).
Le naturaliste français Alcide d'Orbigny, au début du XIXe siècle, décrit ainsi cette région :
« Ici commence l'ascension du Paramillo, nom d'une chaîne longue et étroite qui s'étend entre Mendoza et la plaine d'Uspallata. Le sommet de la première hauteur nous présenta une vue des plaines éloignées, au milieu desquelles on distinguait aisément Mendoza, à la distance d'environ treize lieues [52 km] en droite ligne ; cette vue est du reste peu récréative, car elle ne consiste qu'en une nappe bleuâtre s'étendant sans accidents aussi loin que la vue peut se porter. Le vent, sur ces hauteurs, est pénétrant, et le sol est y sec et pierreux, de sorte qu'on n'y voit peu ou point d'apparence de végétation. »
Selon le géographe Emmanuel de Martonne, le climat est très sec : « Les Paramillos de Uspallata à 3 000 mètres n'ont pas une tache de neige en hiver et à peine quelques touffes de tola (es). »

## Histoire
La région est d'abord habitée par les Indiens Huarpes qui sont soumis et réduits au travail forcé sous la domination espagnole. Les gisements d'argent de Paramillos de Uspallata sont mentionnés à partir de 1622 ; un Alcalde Mayor de Minas est nommé à Mendoza en 1638. En 1643, le chroniqueur Diego de Rosales dit ces mines extrêmement riches. Elles sont exploitées sous la direction des jésuites jusqu'à l'interdiction de leur ordre en 1767. Une Sociedad Minera de Uspallata (société minière d'Uspallata) est fondée en 1756 puis reprend, après une période d'interruption, en 1780, mais son activité est réduite et les gisements restent partagés entre plusieurs petits prospecteurs individuels appelés pirqueneros. En 1793, le vice-roi du Pérou fournit des techniciens et une main-d'œuvre de prisonniers.
En mai 1810, avec le développement du mouvement indépendantiste hispano-américain, se crée une Sociedad Patriótica (es) (Société patriotique) qui tente d'organiser l'exploitation pour soutenir la cause de l'indépendance : les mines contribuent à financer l'expédition de l'Armée des Andes de José de San Martín qui, en 1817, traverse la cordillère pour engager la guerre d'indépendance du Chili. Par la suite, la société périclite faute de main-d'œuvre et seuls quelques pirqueneros parviennent à maintenir une activité.
Alcide d'Orbigny décrit ainsi le travail des mineurs dans les années 1820 :
« Le minerai de San Pedro [de Paramillos] est une galène argentifère. La montagne qui le contient paraît être une ardoise brune durcie. La principale entrée en est située sur le côté sud-ouest, très près du sommet qui forme le point le plus élevé de la chaîne du Paramo. D'après Miers, juge très compétent en la matière, on aurait grand tort de croire les Chiliens peu exercés dans l'art d'exploiter les mines. Ils sont, au contraire, de très habiles et très excellents mineurs. Ils extraient le minerai par des procédés grossiers, il est vrai, mais fort économiques, et dont on ne saurait les faire changer sans beaucoup d'embarras et de dommages, tant ils sont attachés à leurs anciens usages. Le capitaliste qui fournit au minero ou propriétaire de la mine les fonds nécessaires à son exploitation prend le nom d'habilitador. Une législation régulière fixe les droits et privilèges de chacun d'eux [...] La classe des mineurs diffère peu de celle des peones agriculteurs ; même insouciance, même indifférence de tout, même amour pour le jeu. On loue leurs services pour un temps fixé ; mais ils se pourvoient à leurs frais d'habits ; et toutes leurs fantaisies, comme tabac, liqueurs fortes, etc., ils se les procurent à la pulpería (es) du maître mineur. Ils ne travaillent que du lever au coucher du soleil, faisant, au milieu du jour, une sieste de deux heures ; ils ne travaillent pas du tout les jours de fête qui se multiplient à l'infini. Dans les mines d'Amérique du Sud, on ne descend pas dans les travaux par une ouverture perpendiculaire, mais par une galerie inclinée si étroite et si basse, que les mineurs sont presque obligés de se traîner sur les genoux quand ils veulent s'y introduire. On extrait le minerai au moyen de pics ; mais quand le roc trop dur résiste à l'effort de ces instruments, on le fait sauter avec de la poudre à canon, opération dans laquelle les gens du pays sont très experts. »
En 1823, Pedro Molina y Sotomayor (es), gouverneur de la province de Mendoza et héritier des frères Molina, propriétaires miniers au XVIIIe siècle, décide de frapper une monnaie d'argent. En 1824, il vend ses mines à un groupe d'affaires de Buenos Aires dirigé par Braulio Costa (es). Une Compañia o Empresa Minera de Uspallata est alors fondée à Londres et, en 1826, résiste à une tentative de rachat par la Rio de la Plata Mining Company. Celle-ci, engagée dans des investissements incertains au milieu des guerres civiles sud-américaines, fait faillite dans l'année.
Dans la seconde moitié du XIXe siècle, l'activité s'intensifie et la mine de Rosario de Paramillo devient une des premières du continent américain. En 1865, l'ingénieur anglais Francisco Rickard, directeur des mines de la province de San Juan, entreprend de développer les mines de Paramillos ; à cette époque, le minerai est transformé dans des petits fourneaux à proximité des mines, utilisant comme combustible du bois et du schiste bitumineux. L'entreprise cesse son activité en 1874 : à cette date, sur 37 gisements connus, seulement 4 sont exploités.
En 1884, la Législature (parlement provincial) de Mendoza donne en concession le secteur minier de Paramillas à une Sociedad Minera de Paramillas de Uspallata à capitaux britanniques et argentins. Le géologue et homme politique Germán Avé Lallemant, originaire de Lübeck, est chargé de la direction ; il publie une des meilleures descriptions de l'exploitation de Paramillas. En 1890, Germán Avé Lallemant laisse la direction à Francisco Sabatié qui fait construire une fonderie à Uspallata, à 35 km de la mine. En 1892, le chemin de fer transandin arrive à Uspallata. Cependant, la société minière est concurrencée par les petits prospecteurs indépendants (pirqueneros). Entre 1893 et 1899, deux compagnies tentent de reprendre l'exploitation mais doivent finalement abandonner le terrain aux pirqueneros. Une société néerlandaise rachète la concession en 1910 sans que la production retrouve jamais son niveau du siècle précédent.

Images historiques de Paramillos de Uspallata
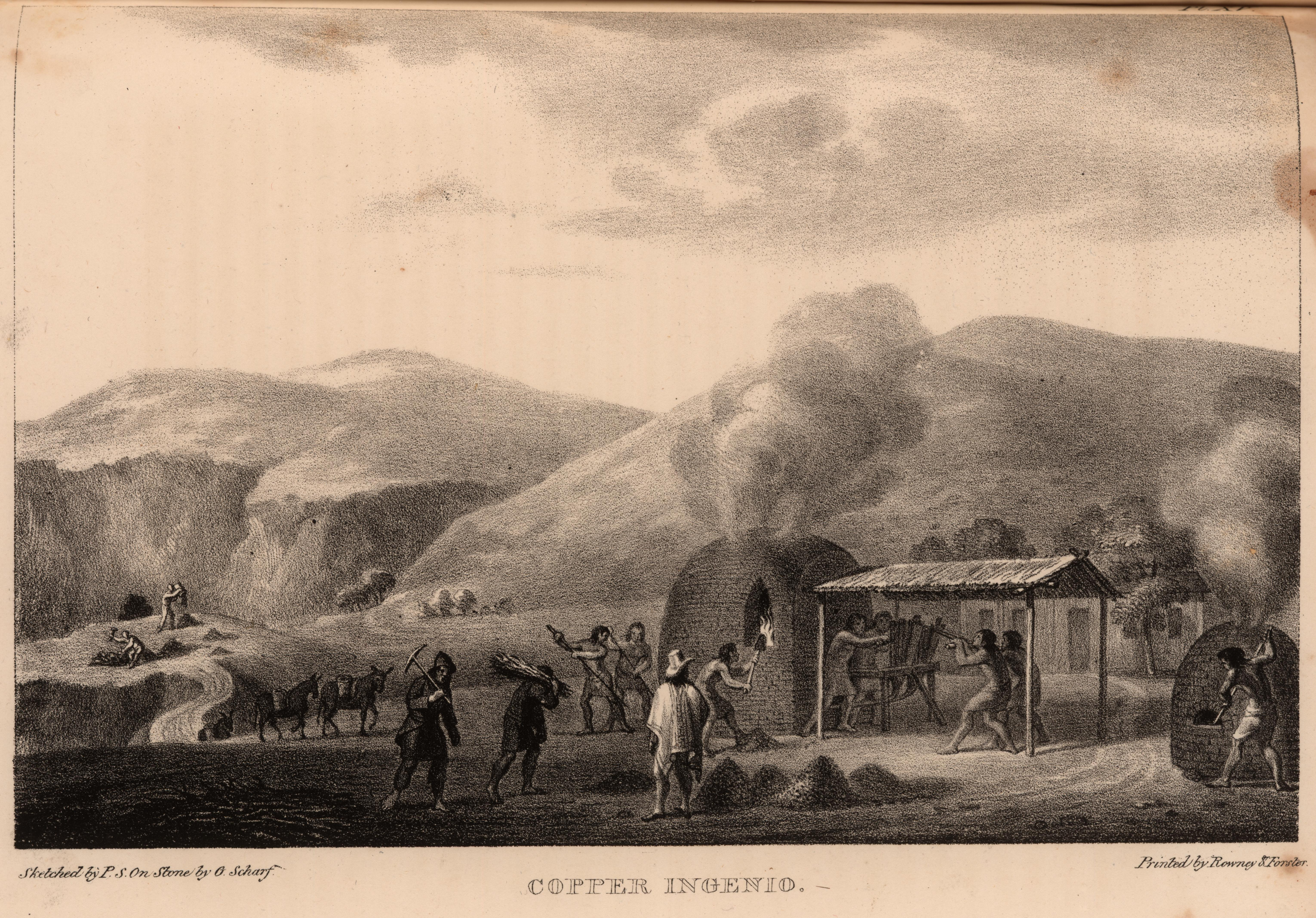
Mine et fonderie de cuivre dans les Andes, gravure de George Johann Scharf, 1824
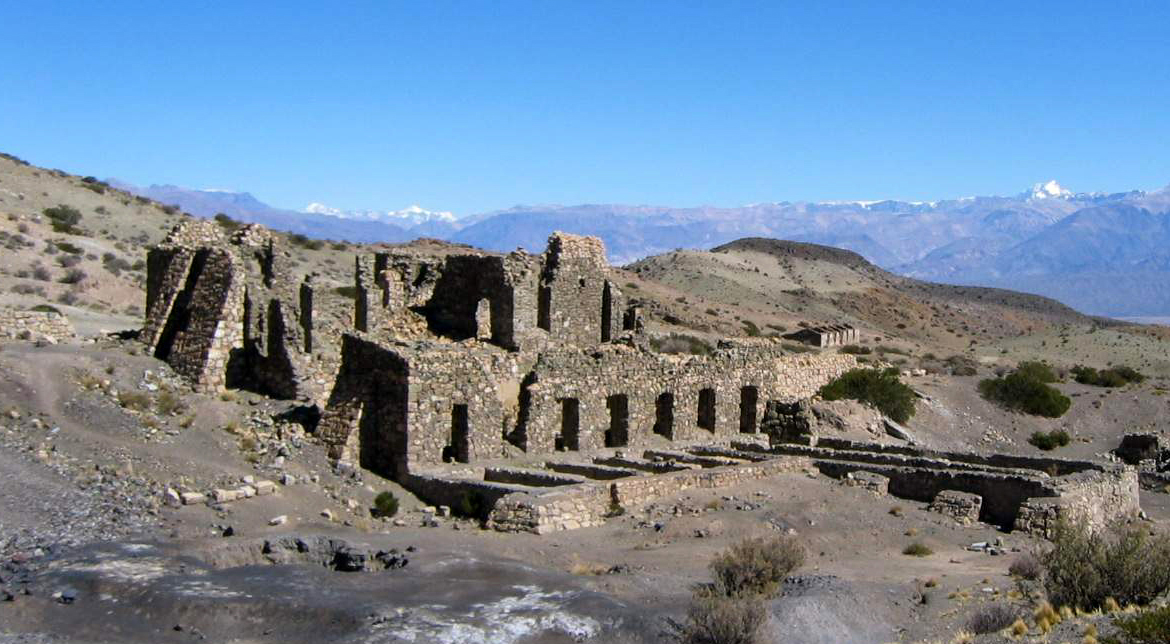
Ruines de Paramillos de Uspallata
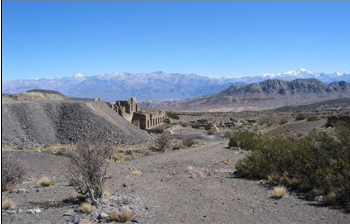
Route et ruines
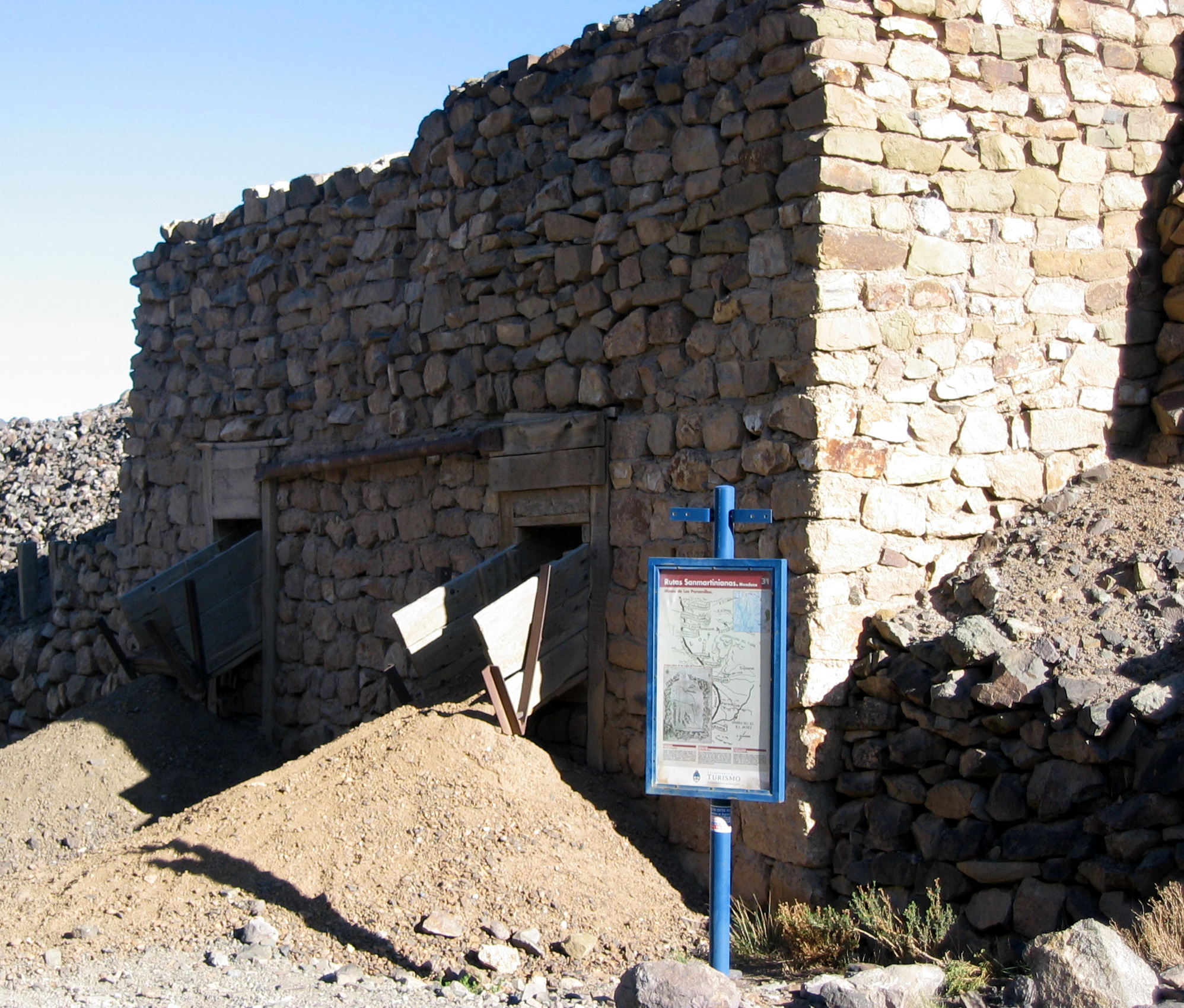
Panneau marquant l'itinéraire de José de San Martín en 1817

## Personnages liés à Paramillos de Uspallata
Charles Darwin (1809-1882), pendant son tour du monde avec l'équipe de naturalistes du HMS Beagle, fait escale à Valparaiso en 1835 et traverse la cordillère des Andes jusqu'à la Sierra de Uspallata. Il y découvre 52 troncs de bois pétrifié, la première formation de plantes fossiles identifiée et décrite en Amérique. Le « Bois de Darwin » date du Trias, il y a 230 millions d'années : il s'est formé de troncs des genres Araucarioxylon (en) et Cuneumxylon, dans un marécage tropical totalement différent de l'actuel désert froid de la steppe des Andes du Sud.
Juan Francisco Cubillos (1869-1895), dit El Gaucho Cubillos, est une figure populaire du folklore argentin, un pauvre cavalier d'origine chilienne devenu hors-la-loi : la légende et la chanson en ont fait un redresseur de torts qui « dans le noble but d'aider les pauvres, dérobait les riches ». Après avoir échappé plusieurs fois à la police, il est finalement surpris dans son sommeil et abattu. Son corps est emmené et enterré au cimetière de Las Heras (Mendoza) où il devient l'objet d'un culte populaire, orné d'ex-votos, de crucifix, de photographies et d'images saintes. Le lieu de sa mort à Paramillos de Uspallata, marqué par une croix, est aussi un lieu de dévotion et d'offrandes.

Images de Paramillos de Uspallata en 2012
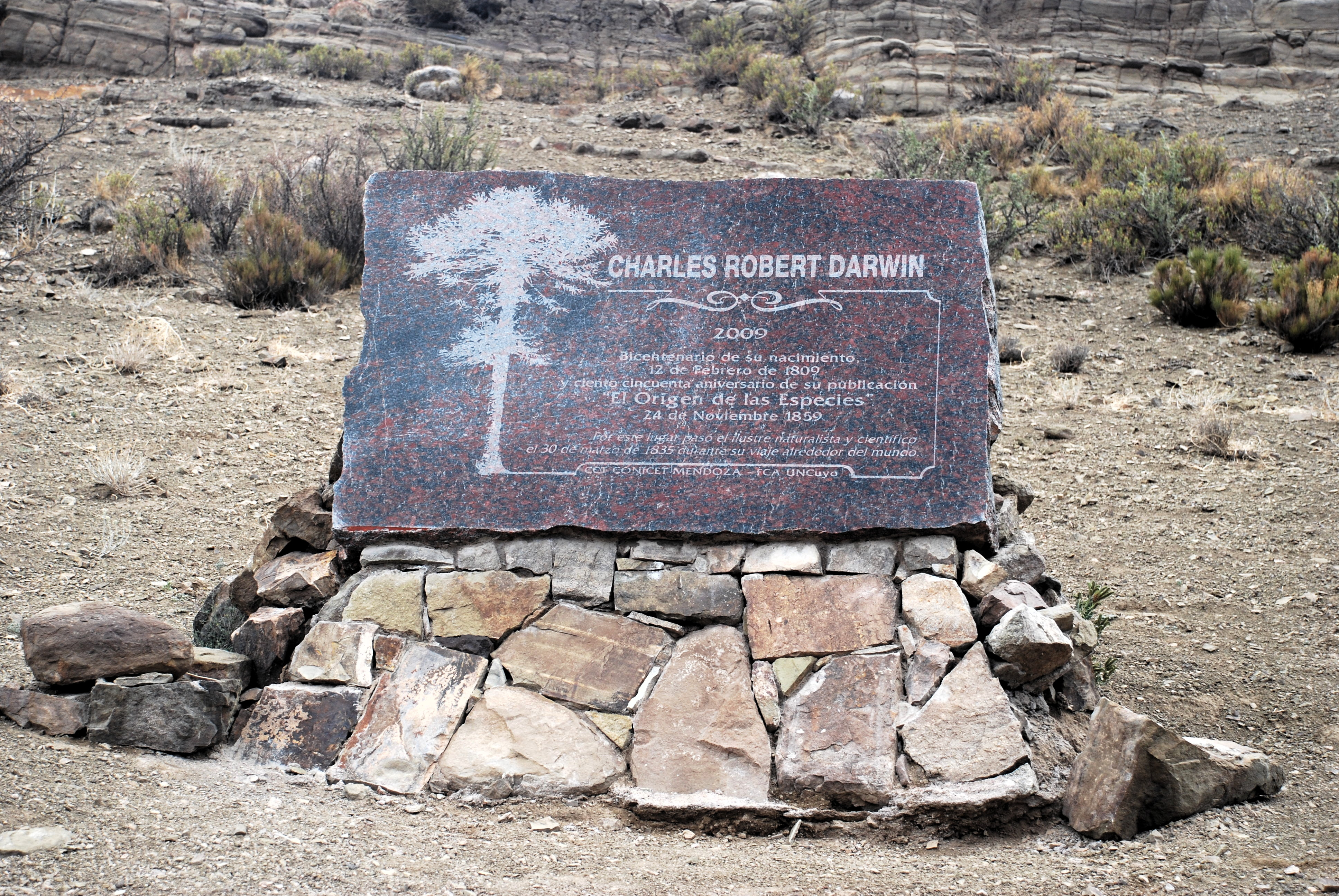
Plaque commémorative du Bois Darwin érigée en 2009
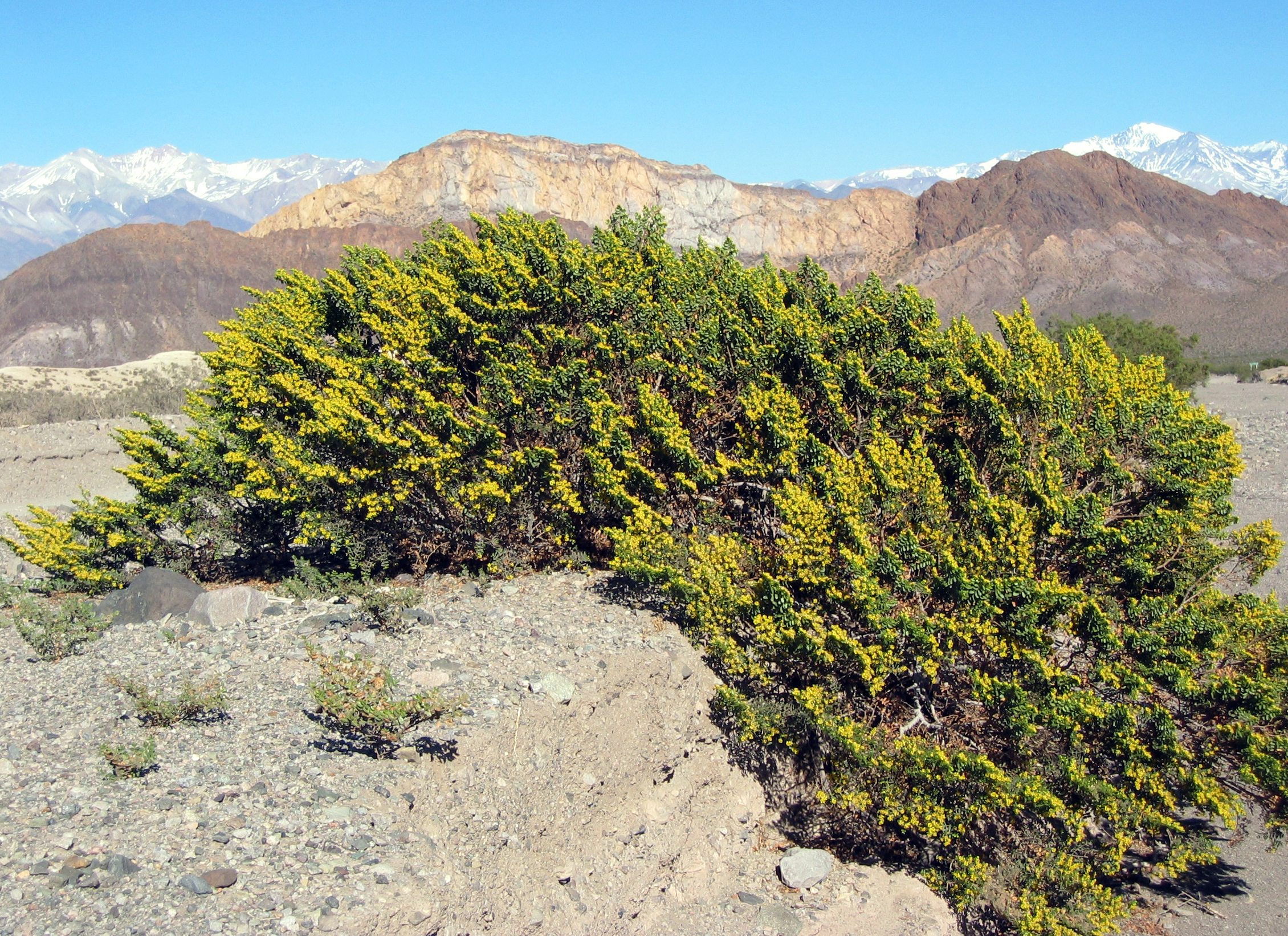
Jarilla en fleurs à Paramillos de Uspallata
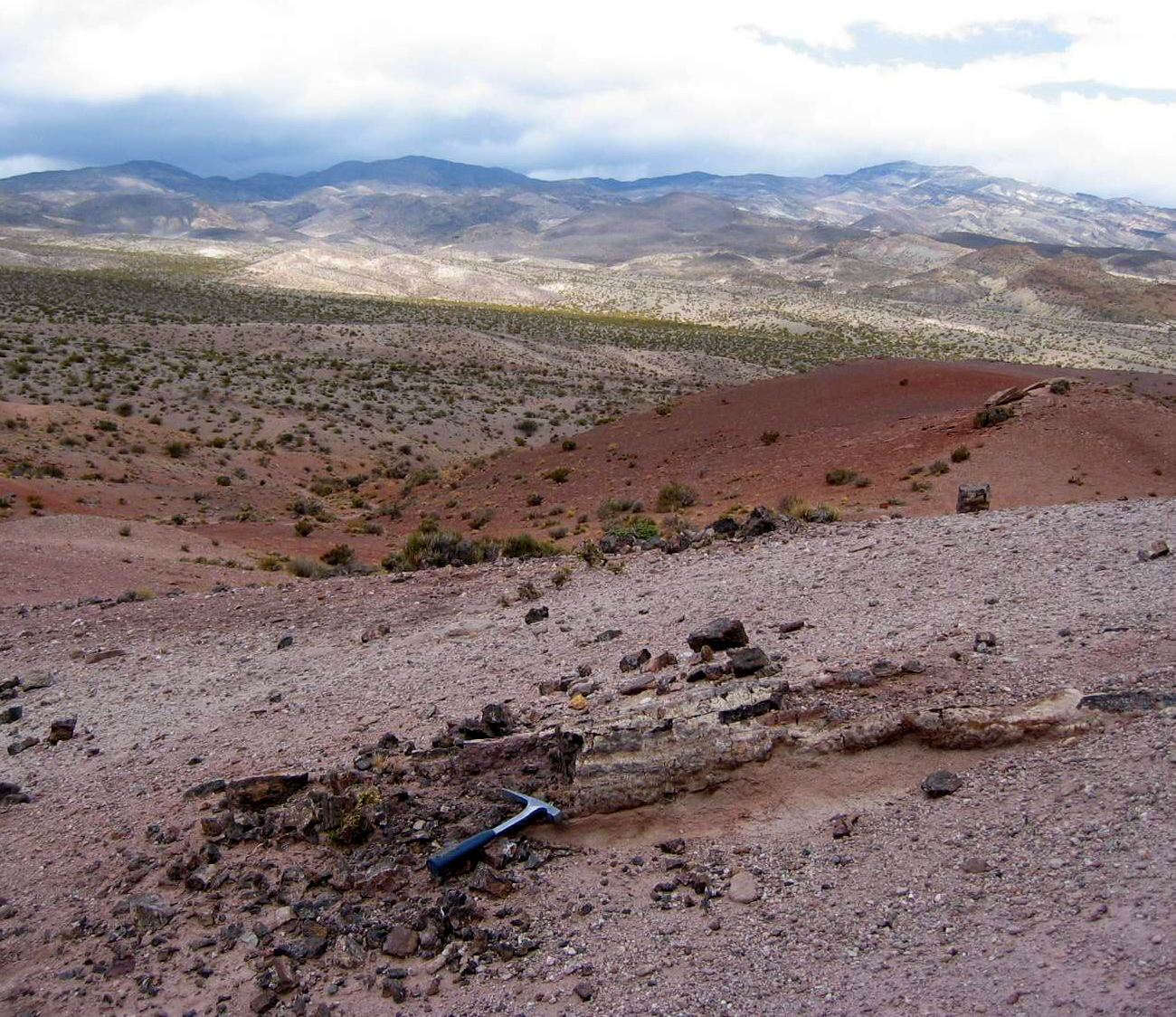
Tronc de bois pétrifié au Cerro de Los Colorados
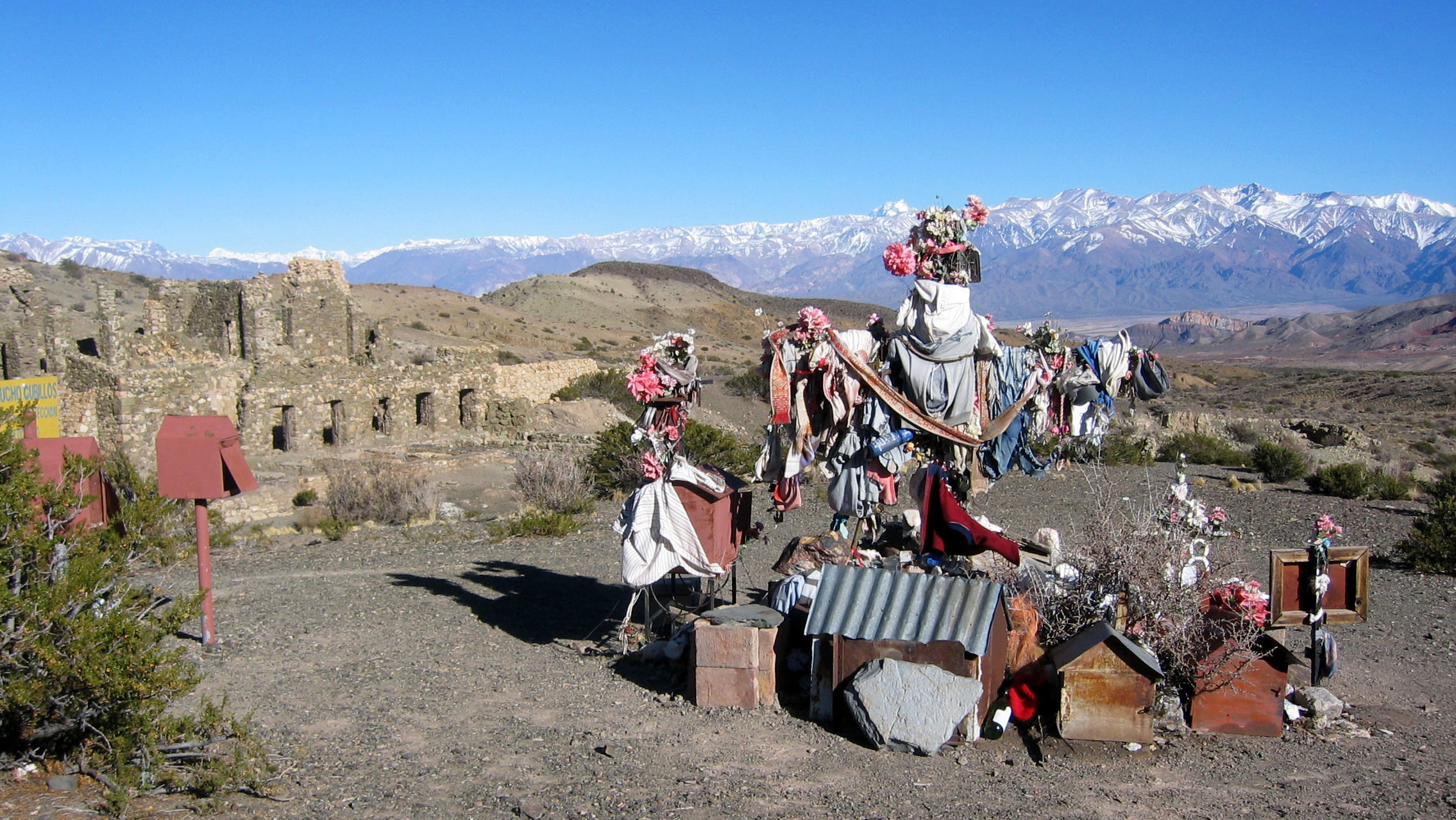
Croix d'el Gaucho Cubillos devant les ruines des bâtiments

## Sources et bibliographie
- (es) Cet article est partiellement ou en totalité issu de l’article de Wikipédia en espagnol intitulé « Paramillos de Uspallata » (voir la liste des auteurs) dans sa version du 9 octobre 2019.
- (es) Daniel G. Grilli, « Paramillos de Uspallata (Mendoza, argentina): su explotación a través de la arqueología y la historia », dans Isabel Rábano (dir.), Patrimonio geológico y minero: su caracterización y puesta en valor, 2006 (lire en ligne).
- Alcide d'Orbigny et Jules Boilly, Voyage pittoresque dans les deux Amériques, Paris, 1836 (lire en ligne)
- Félix Coluccio, « 22. El Gaucho Cubillos » in Cultos y canonizaciones populares de Argentina, Del Sol, Buenos Aires, 2007